# Campionatul Mondial de Scrimă din 1969
Campionatul Mondial de Scrimă din 1969 s-a desfășurat în perioada 30 septembrie–12 octombrie la Havana în Cuba.

## Rezultate

### Masculin
| Probă                 | Aur                                                                                               | Argint                                                                                   | Bronz                                                                                  |
| Spadă la individual   | Bogdan Andrzejewski (POL)                                                                         | Aleksei Nikancikov (URS)                                                                 | Carl von Essen (SWE)                                                                   |
| Spadă pe echipe       | Uniunea Sovietică Aleksei Nikancikov Grigori Kriss Serghei Paramonov Igor Valetov Georghi Zajițki | Ungaria · Győző Kulcsár · Zoltán Nemere · Csaba Fenyvesi · Pál Schmitt · Pál B. Nagy     | Suedia Carl von Essen Orvar Jönsson Hans Jacobson Lars-Erik Larsson Rolf Edling        |
| Floretă la individual | Friedrich Wessel (FRG)                                                                            | Vasili Stankovici (URS)                                                                  | Ryszard Parulski (POL)                                                                 |
| Floretă pe echipe     | Uniunea Sovietică Viktor Putiatin Iuri Șarov Leonid Romanov Vasili Stankovici Gherman Sveșnikov   | Polonia Ryszard Parulski Lech Koziejowski Jerzy Kaczmarek Marek Dąbrowski Witold Woyda   | România · Ion Drîmbă · Mihai Țiu · Ștefan Haukler · Iuliu Falb · Ștefan Ardeleanu      |
| Sabie la individual   | Viktor Sideak (URS)                                                                               | János Kalmár (HUN)                                                                       | Péter Bakonyi (HUN)                                                                    |
| Sabie pe echipe       | Uniunea Sovietică Viktor Sideak Mark Rakita Vladimir Nazlîmov Eduard Vinokurov Umiar Mavlihanov   | Polonia Jerzy Pawłowski Józef Nowara Zygmunt Kawecki Krzysztof Grzegorek Janusz Majewski | Ungaria · Péter Bakonyi · János Kalmár · Attila Kovács · Tamás Kovács · Miklós Meszéna |

### Feminin
| Probă                 | Aur                                                                             | Argint                                                                                                  | Bronz                                                                                                  |
| Floretă la individual | Elena Novikova (URS)                                                            | Ileana Drîmbă (ROU)                                                                                     | Svetlana Cirkova (URS)                                                                                 |
| Floretă pe echipe     | România · Ileana Drîmbă · Olga Szabo · Maria Vicol · Ana Ene · Suzana Ardeleanu | Uniunea Sovietică Aleksandra Zabelina Elena Novikova Svetlana Cirkova Tatiana Samusenko Galina Gorohova | Ungaria · Katalin Kollányi · Judit Ágoston-Mendelényi · Ágnes Simonffy · Mária Szolnoki · Ildikó Rejtő |

## Clasament pe medalii
| Loc | Țară              | Aur | Argint | Bronz | Total |
| --- | ----------------- | --- | ------ | ----- | ----- |
| 1   | Uniunea Sovietică | 5   | 3      | 1     | 9     |
| 2   | Polonia           | 1   | 2      | 1     | 4     |
| 3   | Romania           | 1   | 1      | 1     | 3     |
| 4   | RFG               | 1   | 0      | 0     | 1     |
| 5   | Ungaria           | 0   | 2      | 3     | 5     |
| 6   | Suedia            | 0   | 0      | 2     | 2     |